# Dissorophoidea
Die Dissorophoidea sind eine ausgestorbene Gruppe von Landwirbeltieren aus der Gruppe der Temnospondyli. Sie waren kleine bis mittelgroße Tiere, die ca. 80 Millionen Jahre lang eine bedeutende Rolle in der Wirbeltiergemeinschaft spielten. Es gab verschiedene Untertaxa, zu denen sowohl aquatische wie auch terrestrische Formen gehörten. Die Gruppe ist systematisch wichtig, da sich nach Ansicht einiger Wissenschaftler in ihr die Vorfahren der heutigen Amphibien befinden.

## Micromelerpetontidae und Branchiosauridae
Die am frühesten auftretenden Dissorophoidea sind die Micromelerpetontidae und die pädomorphischen Branchiosauridae. Ihre Fossilien fand man in Süßwasserablagerungen aus dem Pennsylvanium vor 318 bis 299 Millionen Jahren im mittleren Westen der USA und in der Tschechischen Republik.

## Dissorophoidae

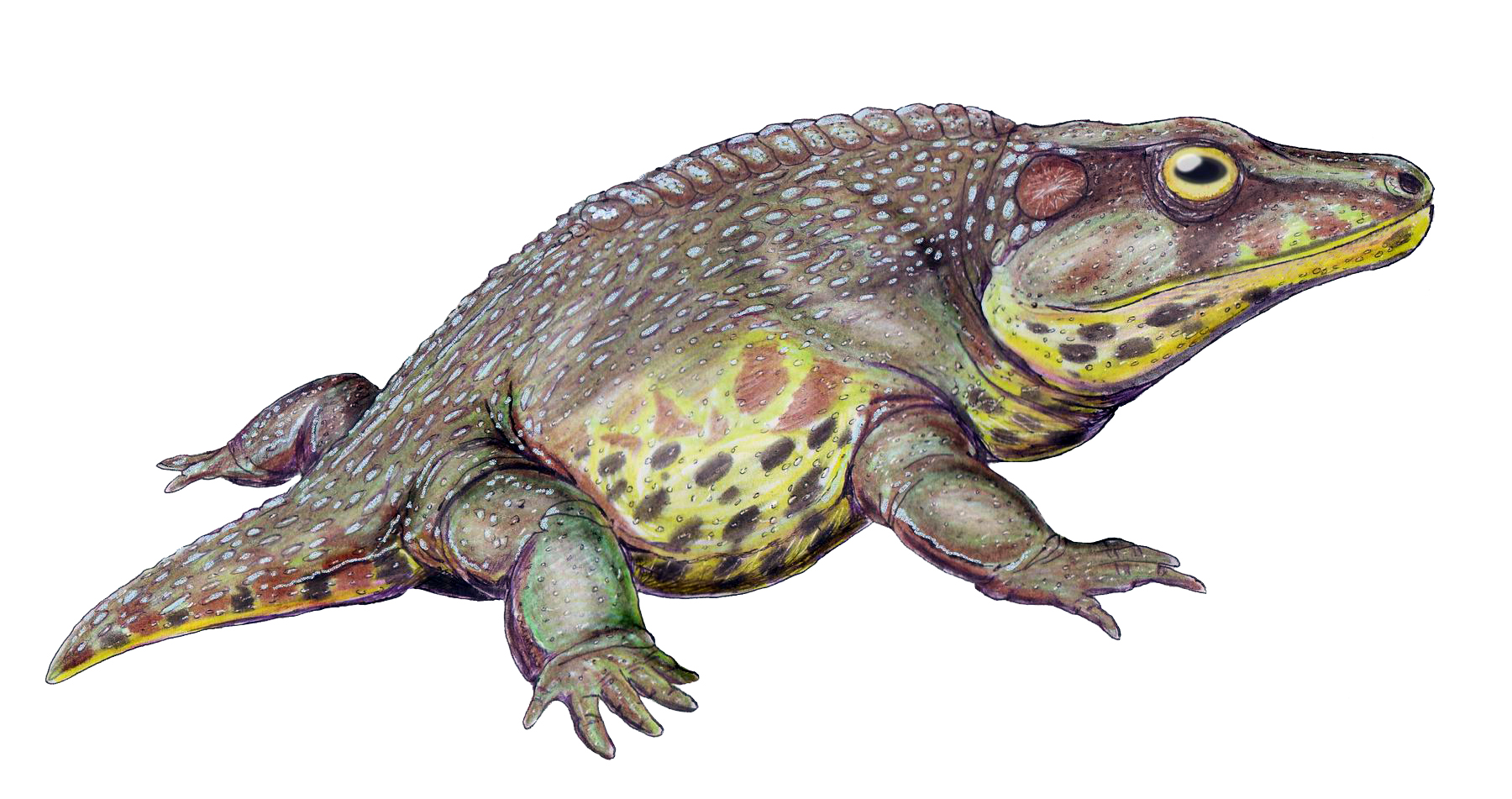
Cacops

Die Dissorophoidae lebten im Unterperm und waren wahrscheinlich ausschließlich terrestrisch. Es waren kleine bis mittelgroße massig gebaute Tiere mit kurzen Schädeln, großen Augen und Mittelohren. Von allen anderen Dissorophoidea unterschieden sie sich durch einen knöchernen Rückenpanzer.

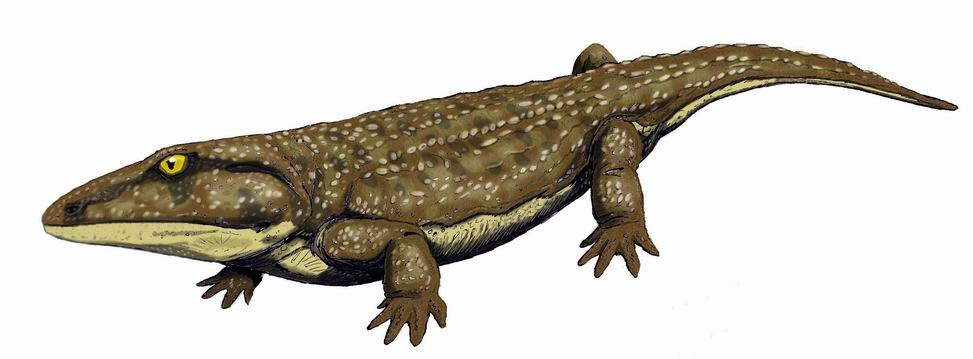
Acheloma (Trematopidae)

## Trematopidae
Die Trematopidae erschienen im späten Pennsylvanium und lebten bis zum frühen Perm. Wie die Dissorophoidae sind sie eine vor allem an Land lebende Gruppe. Sie hatten typische schlüssellochförmig nach hinten verlängerte Nasenlöcher und große Fangzähne auf dem Maxillare (ein Oberkieferknochen).

## Amphibamidae

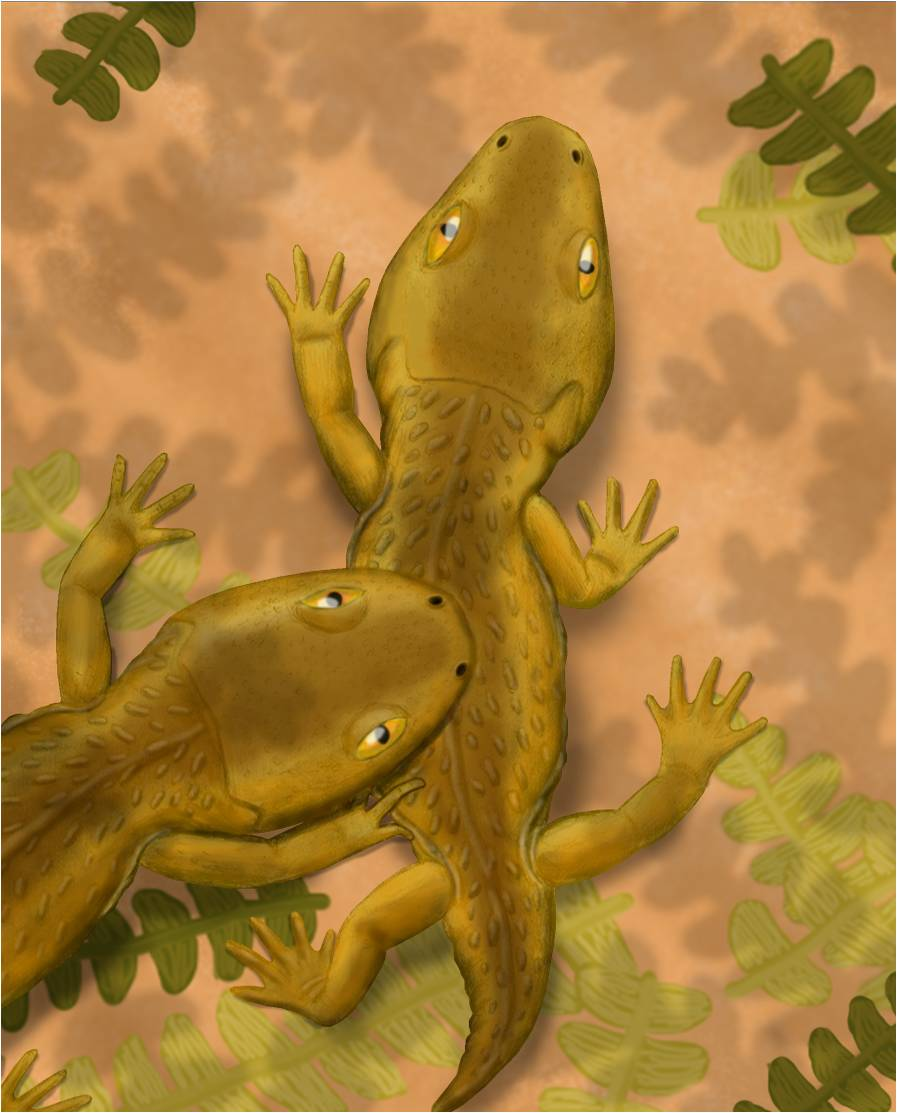
Micropholis (Amphibamidae)

Die Amphibamidae lebten vom späten Pennsylvanium bis zur frühen Trias, existierten damit über 60 Millionen Jahre und waren damit das am längsten lebende Taxon der Dissorophoidea. Es waren kleine Tiere, die, wie sich an der Verknöcherung der Gliedmaßen zeigt, vor allem auf dem Land lebten. Ihre Larven lebten im Wasser, hatten äußere Kiemen und ähnelten den Branchiosauridae. Dieser Gruppe wird auch Gerobatrachus hottoni zugeordnet, ein kleiner, nur elf Zentimeter langer  Temnospondyle, der erst 2008 beschrieben wurde und der gemeinsame Merkmale der Froschlurche und der Schwanzlurche in sich vereint, so dass er dem gemeinsamen Vorfahren beider Taxa nahestehen könnte.

## Systematik
Innerhalb der Temnospondyli gehören die Dissorophoidea zu den Euskelia und sind die Schwestergruppe der Eryopidae.
Wahrscheinlich entwickelte sich die Gruppe aus einem kleinen Eryops-artigen Vorfahren. Von ihren fünf Familien werden die Trematopidae und die Dissorophidae eher in einer basalen Position gesehen, während Branchiosauridae, Amphibamidae, und die Lissamphibia (die rezenten Amphibien) die Kronengruppe bilden.